# Prix Émile-Augier

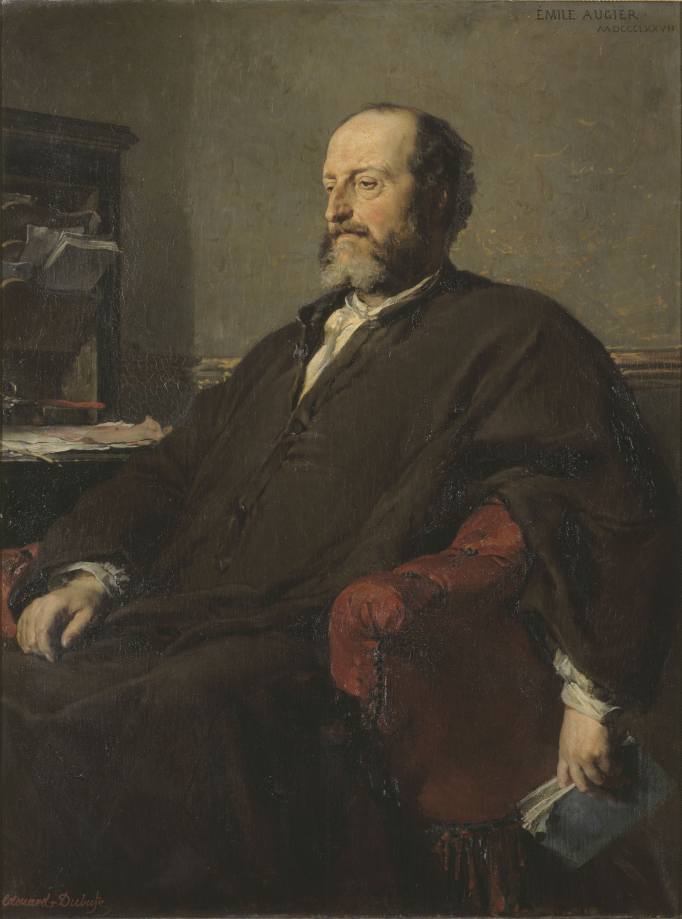
Guillaume-Victor-Emile Augier (1820-1889), auteur dramatique, membre de l'Académie française

Le prix Émile-Augier, de la fondation du même nom, est attribué par l'Académie française de la fin du XIXe siècle à 1961.
Reconstitué, en 1994, par regroupement des fondations Émile Augier, Eugène Brieux, Paul Hervieu et de Soussay, il est destiné à récompenser une œuvre ayant trait à l'art dramatique.
Guillaume-Victor-Émile Augier, né le 17 septembre 1820 à Valence et mort le 25 octobre 1889 à Croissy-sur-Seine, est un poète et dramaturge français.

## Liste des lauréats

### Années 1890
- 1895 : François Coppée, Pour la Couronne
- 1899 : Jean Richepin, Le Chemineau

### Années 1900
- 1902 : Auguste Dorchain, Pour l’Amour
- 1905 : 
  - Henry Bataille, Résurrection
  - Émile Fabre, La Rabouilleuse
  - Georges Mitchell, L’Absent
- 1908 : 
  - Alfred Bouchinet, Son père
  - Émile Fabre, Les ventres dorés
  - Albert Guinon, Son père
  - Catulle Mendès, Glatigny

### Années 1910
- 1911 : Gabriel Trarieux, L’Alibi
- 1914 : Marie Lenéru, Les Affranchies
- 1917 : Gaston Devore, L’Envolée

### Années 1920
- 1920 : Miguel Zamacoïs, M. Césarin écrivain public
- 1923 : Paul Raynal, Le maître de son cœur
- 1926 : Lucien Besnard, L’homme qui n’est plus de ce monde
- 1929 : André Boussac de Saint-Marc, Moloch

### Années 1930
- 1932 : Auguste Villeroy, La Double passion
- 1938 : François Mauriac, Ensemble de son œuvre

### Années 1940
- 1941 : Claude Socorri, Fabienne

### Années 1950
- 1951 : Jean Sylvain, Le père Damien

### Années 1960
- 1961 : Marius Riollet, La Fin du monde

### Années 1990
- 1996 : Charles Charras, Mon mot à dire et l'ensemble de ses travaux (Nizet)

### Années 2000
- 2001 : Pierre Barillet, Quatre années sans relâche (Bernard de Fallois)
- 2004 : Jean-Paul Alègre, Agnès Belladone (Avant-Scène Théâtre)
- 2005 : Christophe Pellet, S'opposer à l'orage (Arche-Éditeur)
- 2007 : Françoise Dorner, La Douceur assassine (Albin Michel)
- 2009 : Patrick Cauvin, Héloïse (Albin Michel)

### Années 2010
- 2010 : Pierre Notte, Et l'enfant sur le loup et Les couteaux dans le dos (Avant-Scène Théâtre)
- 2012 : Michel Bernardy, Le Jeu Verbal, Oralité de la langue française (L'Âge d'Homme)[3]
- 2013 : Jean-René Lemoine, Iphigénie et In memoriam
- 2015 : Pascal Rambert, Répétition (Les Solitaires intempestifs)
- 2016 : Laurent Mauvignier, Retour à Berratham (éditions de Minuit)
- 2018 : Nathalie Boisvert, Antigone au Printemps (Léméac éditions)

### Années 2020
- 2020 : Christine Montalbetti, La Conférence des objets
- 2022 : Jean-Benoît Patricot, Voyage à Zurich
- 2024 : Nasser Djemaï, Les Gardiennes ou le Nœud du tisserand